# 江戸川区立小松川第一中学校
江戸川区立小松川第一中学校（えどがわくりつ こまつがわだいいちちゅうがっこう）は、東京都江戸川区平井四丁目にあった区立中学校。

## 概要
- 江戸川区立小松川小学校・平井東小学校全域を校区とする。周辺には東京都立小松川高等学校があり閑静な場所である。

## 所在地
- 東京都江戸川区平井四丁目7番12号
- JR総武本線平井駅より徒歩5分

## 部活動
運動部
- サッカー
- 卓球
- ソフトテニス
- 野球
- バスケットボール
- 水泳
- 女子バレーボール

文化部
- 吹奏楽
- 美術
- 演劇
- 手芸

## 沿革
- 1947年
  - 4月19日 - 江戸川区立小松川小学校に併設して開校。
  - 5月3日 - 開校式挙行。
- 1948年7月3日 - 校舎落成、現在地に移転（旧：江戸川区立小松川高等小学校校地）
- 1956年
  - 7月21日 - 第2グランドに増築校舎落成。
  - 10月23日 - 開校10周年記念式典挙行。
- 1963年9月20日 - 給食室落成、ミルク給食開始。
- 1965年6月30日 - プール落成。
- 1966年11月21日 - 開校20周年記念式典挙行。
- 1968年
  - 5月27日 - 新校舎落成（鉄筋4階建12教室）。
  - 7月11日 - 完全給食開始。
- 1976年10月25日 - 開校30周年記念式典挙行。
- 1981年
  - 3月31日 - 管理棟落成。
  - 6月29日 - 校舎増築記念式典挙行。
- 1986年11月2日 - 開校40周年記念式典挙行。
- 1995年8月30日 - 渡り廊下落成。
- 1997年11月21日 - 開校50周年記念式典挙行。
- 2005年3月31日 - 体育館耐震補強工事完了。
- 2023年
  - 3月 - 江戸川区立小松川第三中学校と統合の為、閉校[1]。
  - 4月 - 統合新校として平井三丁目20-1に江戸川区立小松川中学校が開校。

## 著名な卒業生
- 加藤尚武（哲学者・東京大学特任教授・京都大学名誉教授・公立鳥取環境大学名誉学長）
- 藤原道山（尺八演奏家）